# Villefranche-sur-Mer
Villefranche-sur-Mer település Franciaországban, Alpes-Maritimes megyében. Lakosainak száma 5012 fő (2022. január 1.). Villefranche-sur-Mer Beaulieu-sur-Mer, Èze, Nizza és Saint-Jean-Cap-Ferrat községekkel határos.

## Népesség
A település népessége az elmúlt években az alábbi módon változott:
| Lakosok száma | 6790 | 7363 | 8080 | 6610 | 5326 | 5112 | 5091 | 5033 | 5002 | 5012 |
|               | 1968 | 1982 | 1990 | 2006 | 2013 | 2015 | 2017 | 2019 | 2020 | 2022 |

## Híres emberek
- Itt született 1871. február 3-án Jean-Baptiste Mimiague olimpiai bronzérmes vívómester (1900)